# Partito di Unità Nazionale (Israele)
Il Partito di Unità Nazionale, noto anche come Campo di Stato (in ebraico: המחנה הממלכתי, HaMaḥane HaMamlakhti), è una coalizione israeliana comprendente i partiti Blu e Bianco e Nuova Speranza (fino al 2024), formatasi in occasione delle elezioni del 2022. Tra i membri di spicco dell'alleanza figurano Benny Gantz, Gideon Sa'ar e Gadi Eizenkot.

## Storia
Il 10 luglio 2022 Benny Gantz e Gideon Sa'ar hanno stipulato un accordo per concorrere insieme alle elezioni di novembre, all'interno di una lista comune inizialmente nota come "Blu e Bianco - Nuova Speranza". L'accordo prevedeva anche una collaborazione successiva al voto, con l'indicazione di Benny Gantz come Primo Ministro durante le consultazioni per la formazione del nuovo Governo. Il rapporto di forza tra i due partiti all'interno della lista sarebbe stato 2:1, cioè a due esponenti di Blu e Bianco ne sarebbe seguito uno di Nuova Speranza, e viceversa. Il partito Derech Eretz, che partecipò alle elezioni del 2021 insieme a Nuova Speranza, non fa parte dell'accordo.
Il 14 agosto 2022, l'ex Capo di Stato Maggiore delle Forze di Difesa Israeliane Gadi Eizenkot ed il parlamentare di Yamina Matan Kahana si sono uniti all'alleanza, che ha di conseguenza mutato il proprio nome in "Partito di Unità Nazionale". Il 22 agosto 2022 anche Shirly Pinto si è unita al Partito di Unità Nazionale, in quota Nuova Speranza.

## Risultati elettorali
| Elezioni | Leader      | Voti    | %    | Seggi    | +/- |
| -------- | ----------- | ------- | ---- | -------- | --- |
| 2022     | Benny Gantz | 432.276 | 9.08 | 12 / 120 | 2   |